# Lijst van rijksmonumenten in Horssen
De plaats Horssen telt 10 inschrijvingen in het rijksmonumentenregister. Hieronder een overzicht.
| Object                                                                                | Oorspronkelijke functie? | Bouwjaar                                       | Architect | Locatie             | Coördinaten?                  | Nr.?   | Afbeelding        |
| ------------------------------------------------------------------------------------- | ------------------------ | ---------------------------------------------- | --------- | ------------------- | ----------------------------- | ------ | ----------------- |
| Hervormde Kerk                                                                        | Kerk en kerkonderdeel    | 1821                                           |           | Kerkpad 11          | 51° 51' 30" NB, 5° 36' 23" OL | 22633  | Meer afbeeldingen |
| Pastorie van de Hervormde Kerk                                                        | Kerkelijke dienstwoning  | ca. 1820                                       |           | Kerkpad 13          | 51° 51' 31" NB, 5° 36' 22" OL | 22634  | Meer afbeeldingen |
| Voormalige R.K. kerk                                                                  | Kerk en kerkonderdeel    | middeleeuwen (bouw) 19e eeuw (schip gewijzigd) |           | Kerkpad 2           | 51° 51' 28" NB, 5° 36' 34" OL | 22635  | Meer afbeeldingen |
| R.K. Kerk                                                                             | Kerk en kerkonderdeel    | 1910                                           |           | Kerkpad 7           | 51° 51' 27" NB, 5° 36' 31" OL | 22636  | Meer afbeeldingen |
| Boerderij met woonhuis van begane grond met pannen schilddak dwars op de stal gebouwd | Boerderij                | midden 19e eeuw                                |           | Kerkpad 4           | 51° 51' 28" NB, 5° 36' 32" OL | 22638  | Meer afbeeldingen |
| Boerderij, met woongedeelte onder rieten zadeldak, dwars op de stal gebouwd           | Boerderij                | eerste kwart 19e eeuw                          |           | Pannekoeksestraat 1 | 51° 51' 33" NB, 5° 36' 23" OL | 22639  | Meer afbeeldingen |
| Boerderij met woonhuis onder rieten schilddak, dwars op de stal gebouwd               | Boerderij                | midden 19e eeuw                                |           | Roedensestraat 10   | 51° 51' 8" NB, 5° 37' 18" OL  | 22640  | Meer afbeeldingen |
| Boerderij onder hoog, met riet en pannen gedekt wolfdak                               | Boerderij                | 17e of 18e eeuw                                |           | Zelksestraat 4      | 51° 51' 30" NB, 5° 36' 18" OL | 22641  | Meer afbeeldingen |
| Huis te Horssen                                                                       | Kasteel, buitenplaats    | midden 18e eeuw                                |           | Zelksestraat 14     | 51° 51' 37" NB, 5° 35' 44" OL | 22642  | Meer afbeeldingen |
| Wagenloods                                                                            | Boerderij                | ca. 1900                                       |           | Pannekoeksestraat 1 | 51° 51' 33" NB, 5° 36' 23" OL | 523805 | Wagenloods        |